# Omvänt snedstreck
Omvänt snedstreck eller bakstreck (\) är ett skiljetecken som är en spegelvändning av tecknet / (det vanliga snedstrecket).

## I datorer
Omvänt snedstreck har sitt ursprung och sin främsta användning i datorvärlden. Det har introducerats med början på 1960-talet i många programspråk, till exempel C och Java, som en escape sequence, vilket innebär att det direkt följande tecknet skall tolkas på ett annat sätt än normalt. Till exempel betyder \n en radbrytning och \f en sidbrytning. För att representera tecknet i sig används \\.
Det används i dag också bland annat på Windows-datorer för att avgränsa mappar i sökvägar, ett bruk som härstammar från MS-DOS där man valde \ för att beteckna underkataloger eftersom / var upptaget för tillval till kommandon, ärvt från CP/M. Om exempelvis filen ”Inbjudan.pdf” finns i mappen ”Seminarium 2025” i mappen ”Arbete” på enheten G, så kan filens sökväg skrivas så här: G:\Arbete\Seminarium 2025\Inbjudan.pdf
Omvänt snedstreck finns i teckenkodningen ASCII med nummer 92 (5C hex), och finns därmed med detta nummer i de flesta teckenkodningar eftersom de vanligen bygger på ASCII. Till exempel med plats U+005C i Unicode. I den äldre svenska 7-bitskodningen ISO/IEC 646-SE finns inte det omvända snedstrecket med utan positionen användes för stora Ö.

## Inom matematik
Inom mängdlära används omvänt snedstreck för att ange komplement: {\displaystyle X\setminus A} anger komplementet för mängden A med avseende på mängden X, alltså de element i X som inte också finns i A.